# Liste der denkmalgeschützten Objekte in Bad Leonfelden
Die Liste der denkmalgeschützten Objekte in Bad Leonfelden enthält die 20 denkmalgeschützten, unbeweglichen Objekte der Gemeinde Bad Leonfelden in Oberösterreich (Bezirk Urfahr-Umgebung).

## Denkmäler
| Foto |                 | Denkmal                                                                            | Standort                                        | Beschreibung | Metadaten |
| ---- | --------------- | ---------------------------------------------------------------------------------- | ----------------------------------------------- | --- | --- |
| ja   | Datei hochladen | Mittelalterliche Glashütte am Sternstein HERIS-ID: 41537 Objekt-ID: 42053          | Pfarrwald Standort KG: Laimbach                 | Im Pfarrwald am Ostabhang des Sternsteins liegen drei Glasöfen mit Steinfundamenten und Lehmkuppeln aus dem 14. Jahrhundert. | BDA-Hist.: Q38001516 Status: Bescheid Stand der BDA-Liste: 2025-06-30 Name: Mittelalterliche Glashütte am Sternstein GstNr.: 689/4, 698/3 Mittelalterliche Glashütte am Sternstein     |
| ja   | Datei hochladen | Schulmuseum HERIS-ID: 6132 Objekt-ID: 2007                                         | Böhmer Straße 1 Standort KG: Leonfelden         | Das Schulmuseum wurde 1577 errichtet und 1785 aufgestockt. Es diente bis 1850 als Schulhaus, danach bis 1912 als Gerichtsgebäude und wurde 1988 schließlich in ein Museum umgewandelt. Das Gebäude besitzt schulterbogige Portale und eine Riemlingdecke mit Rüstbaum.                                                                                                | BDA-Hist.: Q50868855 Status: § 2a Stand der BDA-Liste: 2025-06-30 Name: Schulmuseum GstNr.: .8 OÖ Schulmuseum                                                                          |
| ja   | Datei hochladen | Figurenbildstock hl. Johannes Nepomuk HERIS-ID: 62474 Objekt-ID: 75027             | Hauptplatz 5, gegenüber Standort KG: Leonfelden | Die Figur stammt aus der Zeit um 1730. | BDA-Hist.: Q38099871 Status: § 2a Stand der BDA-Liste: 2025-06-30 Name: Figurenbildstock hl. Johannes Nepomuk GstNr.: 1269/4 Statue of John of Nepomuk, Bad Leonfelden                 |
| ja   | Datei hochladen | Gemeindeamt, ehem. Bezirksgericht HERIS-ID: 6131 Objekt-ID: 2006                   | Hauptplatz 1 Standort KG: Leonfelden            | Das Rathaus wurde 1608 errichtet und später teilweise verändert. Markant ist die Giebelfassade mit zwei flankierenden 3/4-Rundtürmen und Zwiebeldächern sowie ein erneutes, barockes Fassadenbild der Justitia. | BDA-Hist.: Q37878329 Status: § 2a Stand der BDA-Liste: 2025-06-30 Name: Gemeindeamt, ehem. Bezirksgericht GstNr.: .9 Rathaus Bad Leonfelden                                            |
| ja   | Datei hochladen | Bürgerhaus, Geburtshaus von Leopold Forstner HERIS-ID: 6144 Objekt-ID: 2019        | Hauptplatz 19 Standort KG: Leonfelden           | Das Haus hat eine reduzierte historisierte Fassade und dient während der Landesausstellung 2013 als Eingang. Das Haus ist das Geburtshaus von Leopold Forstner. | BDA-Hist.: Q37879325 Status: Bescheid Stand der BDA-Liste: 2025-06-30 Name: Bürgerhaus, Geburtshaus von Leopold Forstner GstNr.: .94 Hauptplatz 19, Bad Leonfelden                     |
| ja   | Datei hochladen | Kath. Pfarrkirche hl. Bartholomäus HERIS-ID: 6129 Objekt-ID: 2004                  | Kirchenplatz 3 Standort KG: Leonfelden          | Ein gotischer Neubau aus der zweiten Hälfte des 15. Jahrhunderts mit drei Jochen und drei Schiffen und einem 4-zonigen Turm. Nach dem Brand von 1892 wurde das Dach erneuert. Dir Kirche ist dem Apostel Bartholomäus geweiht und verfügt im Inneren über ein Netzrippengewölbe und eine 1-jochige Marienkapelle                                                      | BDA-Hist.: Q2327789 Status: § 2a Stand der BDA-Liste: 2025-06-30 Name: Kath. Pfarrkirche hl. Bartholomäus GstNr.: .6 Parish Church Bad Leonfelden                                      |
| ja   | Datei hochladen | Pfarrhof HERIS-ID: 6140 Objekt-ID: 2015                                            | Kirchenplatz 1 Standort KG: Leonfelden          | Der zweigeschoßige, barocke Pfarrhof wurde im 17. Jahrhundert errichtet, wobei die historistische Fassade aus dem Ende des 19. Jahrhunderts stammt. Zum Pfarrhof gehört zudem ein langgestrecktes, leicht geknicktes Wirtschaftsgebäude, das mit der Jahreszahl 1619 bezeichnet ist und deren äußere Mauern Teil der ehemaligen Marktbefestigung von Leonfelden sind. | BDA-Hist.: Q37879008 Status: § 2a Stand der BDA-Liste: 2025-06-30 Name: Pfarrhof GstNr.: .4/1 Pfarrhof (Bad Leonfelden)                                                                |
| ja   | Datei hochladen | Kath. Filialkirche Maria Schutz am Bründl HERIS-ID: 24829 Objekt-ID: 21237         | Kurhausstraße 9 Standort KG: Leonfelden         | Die 2-jochige, 1-schiffige Kirche verfügt über einen 2-zonigen Turm an der Nordseite. Im Inneren barocke Wandmalereien mit Szenen aus dem Leben Maria, die 1792 vollendet wurden. | BDA-Hist.: Q2542882 Status: § 2a Stand der BDA-Liste: 2025-06-30 Name: Kath. Filialkirche Maria Schutz am Bründl GstNr.: .230 Wallfahrtskirche Maria Schutz am Bründl (Bad Leonfelden) |
| ja   | Datei hochladen | Wohnhaus, sog. Ledererhaus HERIS-ID: 111182 Objekt-ID: 128970                      | Linzer Straße 1 Standort KG: Leonfelden         | Der barocke Bau stammt aus dem 17. bis 18. Jahrhundert und ist Teil der Landesausstellung 2013. | BDA-Hist.: Q37822461 Status: Bescheid Stand der BDA-Liste: 2025-06-30 Name: Wohnhaus, sog. Ledererhaus GstNr.: .93 Ledererhaus, Bad Leonfelden                                         |
| ja   | Datei hochladen | Bürgerhaus, sog. Marktstube HERIS-ID: 37671 Objekt-ID: 36889                       | Linzer Straße 2 Standort KG: Leonfelden         | Der barocke Bau stammt aus dem 17. bis 18. Jahrhundert. | BDA-Hist.: Q37976667 Status: Bescheid Stand der BDA-Liste: 2025-06-30 Name: Bürgerhaus, sog. Marktstube GstNr.: .40/1 Marktstube Bad Leonfelden                                        |
| ja   | Datei hochladen | Spitalskirche HERIS-ID: 6128 Objekt-ID: 2003                                       | Linzer Straße 3 Standort KG: Leonfelden         | Die Spitalskirche wurde um 1517 errichtet und 1786 profaniert. Sie diente in der Folge als Gemeindeamt, Sparkasse, Heimathaus und seit 1987 als Standesamt und Veranstaltungsraum. | BDA-Hist.: Q37878129 Status: § 2a Stand der BDA-Liste: 2025-06-30 Name: Spitalskirche GstNr.: .92 Spitalkirche Bad Leonfelden                                                          |
| ja   | Datei hochladen | Bürgerhaus, ehem. Gasthof Nr. 4 in Leonfelden HERIS-ID: 13921 Objekt-ID: 10137     | Linzer Straße 12 Standort KG: Leonfelden        | Das Bürgerhaus wurde in der Mitte des 16. Jahrhunderts errichtet und besitzt einen klassizistischen Putzdekor. | BDA-Hist.: Q37718174 Status: Bescheid Stand der BDA-Liste: 2025-06-30 Name: Bürgerhaus, ehem. Gasthof Nr. 4 in Leonfelden GstNr.: .50 Linzer Straße 12, Bad Leonfelden                 |
| ja   | Datei hochladen | Bezirksgericht und Gefängnis HERIS-ID: 6130 Objekt-ID: 2005                        | Linzer Straße 26, 26a Standort KG: Leonfelden   | Das Bezirksgerichts- und Polizeigebäude wurde Anfang des 20. Jahrhunderts mit U-förmigem Grundriss, Walmdach und späthistoristischer Fassade errichtet, wobei die Fassade durch ein Mittelrisalit mit Lisenengliederung, Rundgiebel, Wappen und secessionistischen Vasen akzentuiert wurde. Hinter dem Hauptgebäude befindet sich das ehemalige Gefängnis.            | BDA-Hist.: Q15788428 Status: Bescheid Stand der BDA-Liste: 2025-06-30 Name: Bezirksgericht und Gefängnis GstNr.: .264, .265 Bezirksgericht Leonfelden                                  |
| ja   | Datei hochladen | Bürgerspital HERIS-ID: 5274 Objekt-ID: 1136                                        | Spitalgasse 1 Standort KG: Leonfelden           | Das Bürgerspital wurde um 1505 zur Versorgung der Armen und Alten errichtet und im 18. bzw. 19. Jahrhundert teilweise verändert. Der langgestreckte, zweigeschoßige Bau mit Walmdach besitzt einen Arkadengang. | BDA-Hist.: Q37770407 Status: § 2a Stand der BDA-Liste: 2025-06-30 Name: Bürgerspital GstNr.: .79 Bürgerspital (Bad Leonfelden)                                                         |
| ja   | Datei hochladen | Kühbacherl-Kreuzsäule HERIS-ID: 62477 Objekt-ID: 75030                             | Weinzierler Straße 33 Standort KG: Leonfelden   | Die Burgfriedensäulen wurden urkundlich 1516 zur Begrenzung der Gerichtsbarkeit errichtet. Die Pfeiler stammen überwiegend aus dem 16. Jahrhundert, die Tabernakel sind großteils jünger oder rezent. Die Säule an der Abzweigung von der Bundesstraße in die Weinzierlerstraße trägt ein Hinterglasbild des Gnadenstuhls.                                            | BDA-Hist.: Q38099888 Status: § 2a Stand der BDA-Liste: 2025-06-30 Name: Kühbacherl-Kreuzsäule GstNr.: 917/3 Kühbacherl-Kreuzsäule, Bad Leonfelden                                      |
| ja   | Datei hochladen | Burgfriedsäule HERIS-ID: 62475 Objekt-ID: 75028                                    | Ringstraße 37, bei Standort KG: Leonfelden      | Die Burgfriedsäulen wurden urkundlich 1516 zur Begrenzung der Gerichtsbarkeit errichtet. Die Pfeiler stammen überwiegend aus dem 16. Jahrhundert, die Tabernakel sind großteils jünger oder rezent. Der ursprüngliche Standort dieser Burgfriedsäule ist fraglich. | BDA-Hist.: Q38099880 Status: § 2a Stand der BDA-Liste: 2025-06-30 Name: Burgfriedsäule GstNr.: 1269/1 Burgfriedsäule (Promenadenpark, Bad Leonfelden)                                  |
| ja   | Datei hochladen | Burgfriedsäule HERIS-ID: 62479 Objekt-ID: 75032                                    | Standort KG: Leonfelden                         | Die Burgfriedsäulen wurden urkundlich 1516 zur Begrenzung der Gerichtsbarkeit errichtet. Die Pfeiler stammen überwiegend aus dem 16. Jahrhundert, die Tabernakel sind großteils jünger oder rezent. | BDA-Hist.: Q38099895 Status: § 2a Stand der BDA-Liste: 2025-06-30 Name: Burgfriedsäule GstNr.: 1254/1 Burgfriedsäule (Böhmer Straße, Bad Leonfelden)                                   |
| ja   | Datei hochladen | Burgfriedsäule, sog. Kreuzsäule mit Eiserner Hand HERIS-ID: 13929 Objekt-ID: 10146 | Badweg 1, in der Nähe Standort KG: Leonfelden   | Die Burgfriedsäulen wurden urkundlich 1516 zur Begrenzung der Gerichtsbarkeit errichtet. Die Pfeiler stammen überwiegend aus dem 16. Jahrhundert, die Tabernakel sind großteils jünger oder rezent. Die Kreuzsäule mit Eiserner Hand an der Straße durch Spielau ist eine Nachbildung des ehemaligen Aushängezeichens für das Marktrecht.                             | BDA-Hist.: Q37718424 Status: § 2a Stand der BDA-Liste: 2025-06-30 Name: Burgfriedsäule, sog. Kreuzsäule mit Eiserner Hand GstNr.: 204/5 Kreuzsäule Eiserne Hand, Bad Leonfelden        |
| ja   | Datei hochladen | Schwedenschanze Rading HERIS-ID: 37672 Objekt-ID: 36890                            | Flur Rading Standort KG: Weigetschlag           | Die Schweden- oder Sternschanze liegt rund 300 Meter nördlich von Rading und wurde zwischen 1643 und 1645 errichtet. Das Erdwerk wurde teilweise nach alten Vorlagen wiederhergestellt. | BDA-Hist.: Q23692069 Status: Bescheid Stand der BDA-Liste: 2025-06-30 Name: Schwedenschanze Rading GstNr.: 1058/3, 1059/2 Schwedenschanze Rading                                       |
| ja   | Datei hochladen | Pötscher-Kreuzsäule HERIS-ID: 62472 Objekt-ID: 75025                               | bei Oberlaimbach 25 Standort KG: Laimbach       | Die Burgfriedsäulen wurden urkundlich 1516 zur Begrenzung der Gerichtsbarkeit errichtet. Die Pfeiler stammen überwiegend aus dem 16. Jahrhundert, die Tabernakel sind großteils jünger oder rezent. Der ursprüngliche Standort dieser Burgfriedsäule ist fraglich. | BDA-Hist.: Q38099861 Status: § 2a Stand der BDA-Liste: 2025-06-30 Name: Pötscher-Kreuzsäule GstNr.: 1220/2 Pötscher-Kreuzsäule, Bad Leonfelden                                         |

## Ehemalige Denkmäler
| Foto |                 | Denkmal                        | Standort                                          | Beschreibung | Metadaten                                                                                |
| ---- | --------------- | ------------------------------ | ------------------------------------------------- | --- | ---------------------------------------------------------------------------------------- |
|      | Datei hochladen | Bauern-Kreuzstöckl bis 2010    | bei Hagauer Straße 48 KG: Leonfelden GstNr.: 1215 | Die Burgfriedsäulen wurden urkundlich 1516 zur Begrenzung der Gerichtsbarkeit errichtet. Die Pfeiler stammen überwiegend aus dem 16. Jahrhundert, die Tabernakel sind großteils jünger oder rezent. Anmerkung: Die Säule befindet sich nicht mehr auf dem Grundstück Leonfelden 1215 (März 2013).  | WD-Item: fehlt! Status: § 2a Stand der BDA-Liste: 2010-06-22 Name: Bauern-Kreuzstöckl    |
|      | Datei hochladen | Zwirtmayr-Kreuzstöckl bis 2010 | KG: Leonfelden GstNr.: 860/2                      | Die Burgfriedsäulen wurden urkundlich 1516 zur Begrenzung der Gerichtsbarkeit errichtet. Die Pfeiler stammen überwiegend aus dem 16. Jahrhundert, die Tabernakel sind großteils jünger oder rezent. Anmerkung: Die Säule befindet sich nicht mehr auf dem Grundstück Leonfelden 860/2 (März 2013). | WD-Item: fehlt! Status: § 2a Stand der BDA-Liste: 2010-06-22 Name: Zwirtmayr-Kreuzstöckl |